# Glow (canção)
"Glow" é uma canção da cantora e compositora britânica Ella Henderson. Foi lançada em 5 de outubro de 2014 como o segundo single de seu álbum de estreia, Chapter One. A canção foi escrita por Camille Purcell e Steve Mac.

## Vídeo musical
O vídeo musical foi lançado em 12 de agosto de 2014. Apresenta Henderson e vários outros dançarinos comemorando em um campo escuro e depois num pátio.

## Faixas e formatos
| Download digital |        |         |  |
| N.º              | Título | Duração |  |
| 1.               | "Glow" | 3:48    |  |

| Extended play (EP) de remixes |                               |         |  |
| N.º                           | Título                        | Duração |  |
| 1.                            | "Glow" (Full Intention Remix) | 5:51    |  |
| 2.                            | "Glow" (Seamus Haji Remix)    | 3:22    |  |

## Desempenho nas paradas musicais
| Tabela musical (2014)             | Melhor posição |
| --------------------------------- | -------------- |
| Austrália (ARIA)                  | 49             |
| Índia (CreativeDisc)              | 1              |
| Irlanda (IRMA)                    | 17             |
| Nova Zelândia (Recorded Music NZ) | 26             |
| Escócia (Scottish Singles Chart)  | 3              |
| Reino Unido (UK Singles Chart)    | 7              |

## Histórico de lançamento
| País        | Data                   | Formato          | Gravadora | Ref.   |
| ----------- | ---------------------- | ---------------- | --------- | ------ |
| Austrália   | 19 de setembro de 2014 | Download digital | Syco      | [ 13 ] |
| Reino Unido | 5 de outubro de 2014   | Download digital | Syco      | [ 5 ]  |